# Élections sénatoriales de 1876 dans le Finistère
Les élections sénatoriales dans le Finistère ont lieu le dimanche 30 janvier 1876. Elles ont pour but d'élire les sénateurs représentant le département au Sénat pour un mandat de neuf années.

## Listes candidates
| N° | Candidats | Candidats           | Parti  | Principales fonctions                                                        |
| -- | --------- | ------------------- | ------ | ---------------------------------------------------------------------------- |
| 01 |           | François Soubigou   | Légit. | Ancien député, conseiller général de Landivisiau. Propriétaire agricole.     |
| 02 |           | François de Kerjégu | Légit. | Député, conseiller général de Scaër. Propriétaire agricole.                  |
| 03 |           | Arnold de Raismes   | Légit. | Conseiller général d'Arzano, maire de Guilligomarc'h. Propriétaire agricole. |
| 04 |           | Émile Forsanz       | Légit. | Député, conseiller général de Lesneven. Propriétaire agricole.               |

| N° | Candidats | Candidats              | Parti   | Principales fonctions                                                |
| -- | --------- | ---------------------- | ------- | -------------------------------------------------------------------- |
| 01 |           | Augustin Morvan        | Rép.mod | Député, conseiller général et maire de Lannilis. Médecin             |
| 02 |           | Armand Rousseau        | Rép.mod | Député, conseiller général de Brest-2. Ingénieur de la Marine.       |
| 03 |           | Théophile de Pompéry   | Rép.mod | Député, conseiller général du Faou. Agronome, Propriétaire agricole. |
| 04 |           | Auguste Salaün-Penquer | Rép.mod | Conseiller général de Brest-1, maire de Brest. Médecin               |

## Résultats
|                | François de Kerjégu    | Légit.         | 251 | 66,05  |  |  |  |  |
|                | François Soubigou      | Légit.         | 245 | 64,47  |  |  |  |  |
|                | Émile Forsanz          | Légit.         | 242 | 63,68  |  |  |  |  |
|                | Arnold de Raismes      | Légit.         | 240 | 63,16  |  |  |  |  |
|                |                        |                |     |        |  |  |  |  |
|                | Armand Rousseau        | Rép.mod        | 140 | 36,84  |  |  |  |  |
|                | Auguste Salaün-Penquer | Rép.mod        | 136 | 35,79  |  |  |  |  |
|                | Augustin Morvan        | Rép.mod        | 130 | 34,21  |  |  |  |  |
|                | Théophile de Pompéry   | Rép.mod        | 130 | 34,21  |  |  |  |  |
|                |                        |                |     |        |  |  |  |  |
| Inscrits       | Inscrits               | Inscrits       | 385 |        |  |  |  |  |
| Abstentions    | Abstentions            | Abstentions    | 5   | 1,30   |  |  |  |  |
| Votants        | Votants                | Votants        | 380 | 98,70  |  |  |  |  |
| Blancs et nuls | Blancs et nuls         | Blancs et nuls | 0   | 0,00   |  |  |  |  |
| Exprimés       | Exprimés               | Exprimés       | 380 | 100,00 |  |  |  |  |

### Sénateurs élus
| Sénateur | Sénateur            | Parti  | Fonctions lors de l'élection en 1876                                         |
| -------- | ------------------- | ------ | ---------------------------------------------------------------------------- |
|          | François de Kerjégu | Légit. | Député, conseiller général de Scaër. Propriétaire agricole.                  |
|          | François Soubigou   | Légit. | Ancien député, conseiller général de Landivisiau. Propriétaire agricole.     |
|          | Émile Forsanz       | Légit. | Député, conseiller général de Lesneven. Propriétaire agricole.               |
|          | Arnold de Raismes   | Légit. | Conseiller général d'Arzano, maire de Guilligomarc'h. Propriétaire agricole. |